# Ahmed Bahnini
Ahmed Bahnini (in arabo أحمد بحنيني‎?; Fès, 1909 – Skhirate, 10 luglio 1971) è stato un politico marocchino, Primo ministro del Marocco dal novembre 1963 al giugno 1965, sostenuto dal Fronte per la Difesa delle Istituzioni Costituzionali.
| Controllo di autorità | VIAF (EN) 286326844 · ISNI (EN) 0000 0003 9234 6211 |